# Districte de Dungannon i Tyrone Sud
El Districte de Dungannon i Tyrone Sud (gaèlic irlandès Comhairle Buirge Dhún Geanainn agus Thír Eoghain Theas, Ulster Scots: Rathgannon an Sooth Owenslann Burgh Cooncil) és un districte d'Irlanda del Nord. La seu és a la ciutat de Dungannon. El districte aplega la part meridional del comtat de Tyrone (amb una petita part del comtat d'Armagh) i té una població de 48.000. A part de Dungannon hi ha altres ciutats més petites: Augher, Clogher, Fivemiletown, Ballygawley, Caledon, Aughnacloy, Benburb, Moy i Coalisland.
El districte fou creat com a Districte de Dungannon, i adoptà el seu nom actual el 25 de novembre de 1999, en petició al Secretari d'Estat per al Medi Ambient.
L'àrea del districte de Dungannon i Tyrone Sud consisteix en quatre àrees electorals: Blackwater, Clogher Valley, Dungannon Town i Torrent. A les eleccions de 2005 foren escollits 22 membres dels següents partits: 8 Sinn Féin, 5 Partit Unionista Democràtic (DUP), 4 Partit Unionista de l'Ulster (UUP) 4 Social Democratic and Labour Party (SDLP) i 1 Éirígí (EIR). El consell adoptà en 2001 la regla D'Hondt per a escollit el cap del consell. El cap actual és Michelle O'Neill (SF) i el vicepresident és Norman Badger (UUP).

## Revisió de l'Administració Pública
En la revisió de l'Administració Pública (RPA), el consell s'ha d'unificar amb el del districte de Magherafelt i amb el Cookstown el 2011 per a formar un sol consell per a l'àrea ampliada amb un total de 1.715 km² i una població de 120.096 habitants. Les següents eleccions tindran lloc en maig de 2009, però el 25 d'abril de 2008, Shaun Woodward, Secretari d'Estat per a Irlanda del Nord anuncià que les eleccions de districte programades per a 2009 serien posposades fins a la introducció dels 11 nous consells en 2011.